# Artemi Werkolski

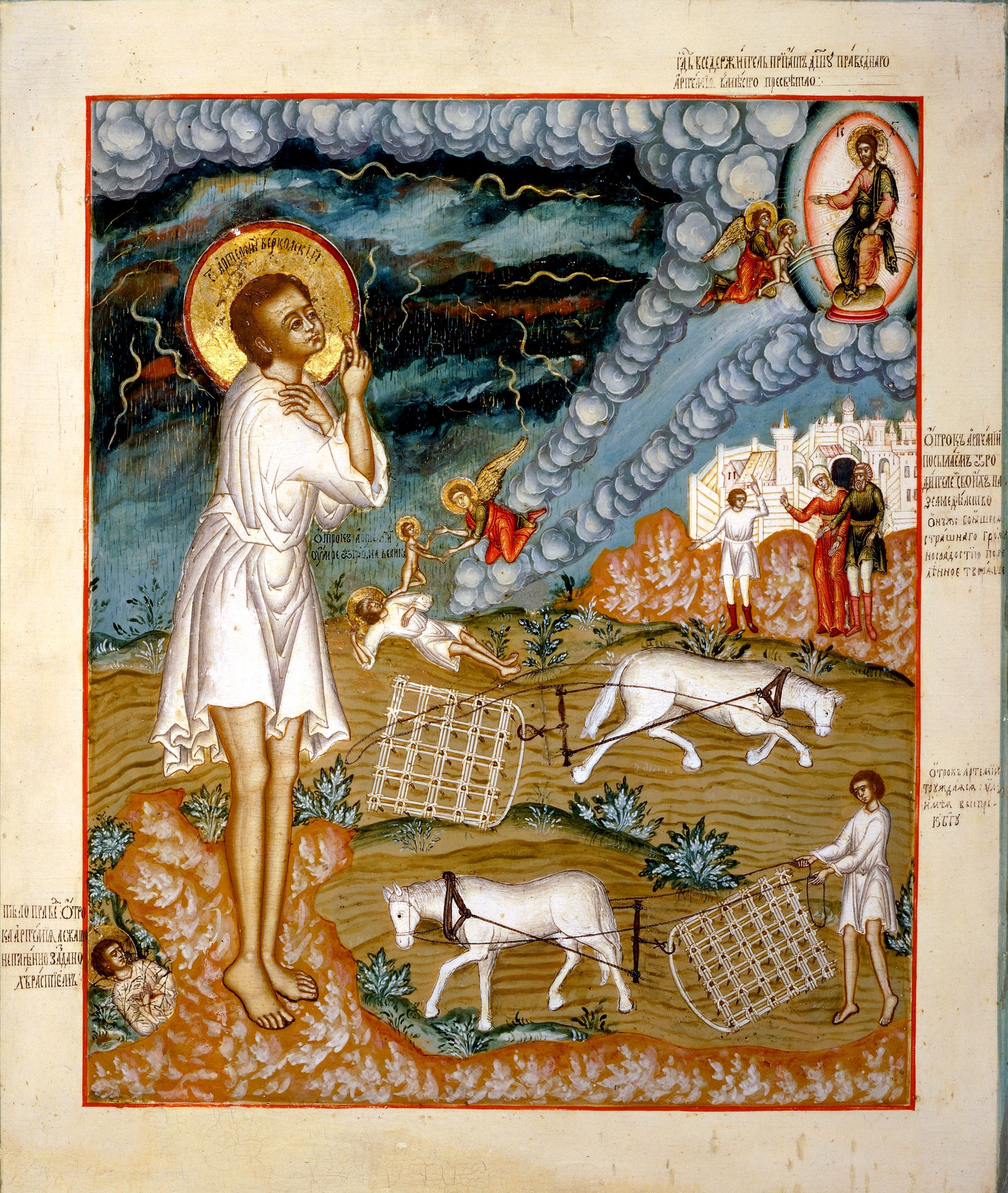
Ikone Artemis eines unbekannten Künstlers, 18. Jahrhundert

Artemi Werkolski (auch Artjomi Werkolski, russisch Артемий Веркольский, * 1532 in Werkola, Russland; † 6. Juli 1545 ebenda) ist ein russisch-orthodoxer Heiliger. Er wurde 1619 heiliggesprochen.

## Hagiologium
Die Hagiographie Werkolskis entstand im frühen 17. Jahrhundert, die im Laufe der Zeit zu 85 handschriftlichen Manuskriptseiten anwuchs. Zahlreiche Fassungen davon sind bekannt. Demnach war Artemi Sohn von Kosma und Apollinarija, einer gläubigen Bauernfamilie aus dem Dorf Werkola, etwa zweihundert Kilometer südöstlich der Kleinstadt Pinega flussaufwärts am Oberlauf der gleichnamigen Pinega. Seine Charaktereigenschaften wurden wohlwollend mit gehorsam, sanftmütig und fleißig beschrieben. Mit 13 Lebensjahren war er mit seinem Vater gerade dabei, ein Feld zu rechen, als ein Gewitter aufzog und ein Blitz den Jungen erschlug. In ihrem unwissenden, aber strengen Volksglauben hielten die Dorfbewohner den plötzlichen Tod für eine Strafe Gottes für geheime Sünden.
Gemäß dem slawischen Totenkult Naw glaubte man, dass auf tragische Art und frühzeitig ums Leben Gekommene keine Totenruhe fänden, in die Welt der Lebenden zurückkehrten und ihre Existenz auf der Erde als mythische Wesen fortsetzten. „Weil sie durch das Geschehen in Zweifel über die religiöse Wertung dieses Todes gekommen waren“, bestatteten sie den Leichnam nicht, sondern legten ihn auf der anderen Uferseite des Flusses in einer Lichtung eines Kiefernwaldes ab, bedeckten ihn mit Reisig und Ästen und umzäunten die Stätte. Wie eine Legende erzählt, entdeckte 28 Jahre später ein Diakon der Kirche des Heiligen Nikolaus beim Pilzesammeln durch Zufall die Umzäunung und fand den Leichnam des Jungen völlig unversehrt und ohne jegliche Verwesungsspuren vor. Die Leiche Artemis wurde daraufhin in der Dorfkirche aufgebahrt.

«В том году, попущением Божиим, в Двинском краю распространилась злокачественная лихорадка. Многие умирали от этой тяжкой болезни, особенно женщины и дети. Заболел недугом этим и сын Веркольского селянина Каллиника. В сильной скорби Каллиник молился об исцелении сына, потом пошел в церковь, приложился ко гробу праведного Артемия и, взяв бересты, покрывавтей нетленные мощи его, с верою привесил ее к кресту на груди умиравшого сына. Больной выздоровел. Обрадованный Каллиник рассказал о том всем своим односельчанам, которые с радостию собрались в церкви святителя Николая и начали петь молебны и творить память по праведном отроке Артемие. И умилосердился Господь над рабами Своими: лихорадка в той стране скоро прекратилась.»

„In diesem Jahr brach durch die Gnade Gottes im Gebiet der Nördlichen Dwina ein bösartiges Fieber aus. Viele starben an dieser schweren Krankheit, vor allem Frauen und Kinder. Der Sohn des Bauern Kallinik aus Werkola erkrankte ebenfalls an dieser Krankheit. In großer Trauer betete Kallinik um die Heilung seines Sohnes, ging dann in die Kirche, begab sich zum Grab des rechtschaffenen Artemi und nahm die Birkenrinde, die seine unvergänglichen Reliquien bedeckte, und hängte sie im Glauben an das Kreuz auf die Brust seines sterbenden Sohnes. Der kranke Junge erholte sich. Erfreut erzählte Kallinik es allen Mitbewohnern des Dorfes, die sich voller Freude in der Kirche des Heiligen Nikolaus versammelten und begannen, Psalmen zu singen und für den rechtschaffenen Jungen Artemi zu beten. Und der Herr hatte Erbarmen mit seinen Dienern: Das Fieber in jenem Land hörte bald auf.“

Zahlreiche Wunderheilungen wurden daraufhin im Zusammenhang mit der Anwesenheit Artemis dokumentiert. Eine erste schriftliche Aufzeichnung gab es 1584. Mehrere Ikonen wurden auf die alten Bretter seines Sarges gemalt. Schnell verbreiteten sich die Heilungsgeschichten in den umliegenden Gemeinden. 1610 wurde der Leichnam Artemis in einen speziellen Schrein umgebettet und 1619 vom Nowgoroder Metropolit zu einer Zeit gesegnet, in der die etablierte Volksverehrung den Leichnam bereits vereinnahmt hatte.
1648 wurde das orthodoxe Artemi-Werkolski-Kloster an der Stelle errichtet, an der das Kind 28 Jahre gelegen hatte, nachdem dort 1635 zunächst eine Kapelle zu seinen Ehren gebaut worden war. Am 17. November 1649 wurde der Körper Artemis in das Kloster überführt, das schnell ein beliebter Pilgerort wurde und wuchs, weil Erträge erwirtschaftet werden konnten. 1695 zerstörte ein Feuer einen Großteil des Gebäudes, der Reliquienschrein blieb jedoch wundersamerweise unversehrt. Man vermutete, dass sich der Deckenputz durch die Hitze löste und das Feuer erstickte, bevor es sich bis zu dem Schrein ausbreiten konnte. Knapp 90 Jahre später, am 9. Dezember 1789, zerstörte ein weiteres Feuer die Kirche und abermals wurde die Reliquie verschont und anschließend an eine andere Stätte verbracht. Erst 1806 konnte eine neue, diesmal aus Stein erbaute Kirche mit zwei Seitenkapellen neue Ruhestätte für Artemi werden.
1920 öffnete man erstmals Artemis Sarg. Der Befund ist heute umstritten. Es gibt Quellen, die behaupten, man hätte eine Mischung aus Ziegelsteinbröckchen und Nägeln darin gefunden, nach anderen Quellen wurde das Kloster mit der Machtergreifung der Bolschewiki aufgelöst und der Leichnam entwendet; er gilt seitdem als verschwunden.

## Rezeption
Das Wunder um Artemi Werkolski, das zu seiner Heiligsprechung führte, fällt in die Frühzeit der Christianisierung in dieser Region. Teile des alten Volksglaubens waren bei der Landbevölkerung noch präsent. Vorchristliche Glaubensvorstellungen waren nach Je. A. Ryschowa noch weit verbreitet und werden auf die Lebenswirklichkeit gespiegelt. Die Kanonisierung Artemis steht in einem umfangreichen Kanon ähnlicher Hagiographien jener Zeit. Georgi P. Fedotow nennt mehrere, teils fürstliche, vor allem sehr junge (unschuldige) Kinder, deren Schicksale eines gewaltsamen Todes sich aufgrund ihres unerklärlichen, frühzeitigen Opfertodes dem Märtyrertum anboten. Kindermärtyrer waren in diesen Glaubenswelten populär und wurden später als selbstlose sozialistische Helden „in den 1920er und 1930er Jahren zu zentralen Gründungs- und Opfermythen des Sowjetsystems“ stilisiert.
Im südöstlichen Verwaltungsbezirk von Moskau gibt es seit 2015 am Rande eines großen, öffentlichen Spiel- und Freizeitgeländes eine Kapelle, die seinen Namen trägt.

## Gedenktag
Der Gedenktag Artemi Werkolskis ist der 13. Junijul. / 23. Junigreg. und der 10. Oktoberjul. / 20. Oktobergreg..